# P-brana negra
Na relatividade geral, uma brana negra é uma solução das equações que generaliza uma solução buraco negro, mas também é estendida e translacionalmente simétrica em adicionais p  dimensões espaciais.
Na teoria das cordas, as soluções rotuladas como branas negras nos fornecem uma descrição alternativa dos mesmos objetos chamados p-branas.. Outras descrições dos mesmos objetos incluem D-branas. Algumas aproximações de branas negras podem levar a entropia consistente com a energia, de E=mc2
A métrica de uma p-brana negra dentro de um tempo-espaço n-dimensional é:
{\displaystyle {ds}^{2}=\left(\eta _{ab}+{\frac {r_{s}^{n-p-3}}{r^{n-p-3}}}u_{a}u_{b}\right)d\sigma ^{a}d\sigma ^{b}+\left(1-{\frac {r_{s}^{n-p-3}}{r^{n-p-3}}}\right)^{-1}dr^{2}+r^{2}d\Omega _{n-p-2}^{2}}
onde:
- η é  (p +1)-métrica de Minkowski com assinatura (-, +, +, +, ...),
- σ são as coordenadas para a folha de universo da p-brana negra,
- u é a sua velocidade quatro,
- r é a coordenada radial e,
- Ω é a métrica para uma esfera (n-p-2) em torno da brana.[2]